# Kiln House
Kiln House este al patrulea album de studio al formației rock britanice Fleetwood Mac, lansat în septembrie 1970. Acesta este primul album al formației fără Peter Green, precum și ultimul cu Jeremy Spencer. Christine McVie a fost prezentă la înregistrări și a realizat coperta albumului, deși încă nu era membră a formației, ea alăturându-se la scurt timp după finalizarea albumului.
Titlul albumului este preluat după numele unei case Oast de pe Truncheaunts Lane din Alton, Hampshire. Casa a fost închiriată de formație a cărui membri au locuit acolo împreună cu familiile timp de șase luni în 1970. Mick Fleetwood s-a căsătorit cu soția sa în această casă pe 20 iunie 1970.
Omagiile și parodiile lui Spencer ale muzicii din anii 1950 domină albumul dar sunt proeminente cântecele mai "sincere" ale lui Danny Kirwan. "Buddy's Song" este creditată mamei lui Buddy Holly dar de fapt este cântecul "Peggy Sue Got Married" cu versuri noi care listează un număr de titluri de cântece ale lui Holly.
Albumul s-a clasat pe locul 39 în Regatul Unit și pe locul 69 în Statele Unite.

## Tracklist
1. "This Is the Rock" (Spencer) - 2:45
2. "Station Man" (Kirwan, Spencer, John McVie) - 5:49
3. "Blood on the Floor" (Spencer) - 2:44
4. "Hi Ho Silver" (Fats Waller, Ed Kirkeby) - 3:05
5. "Jewel-Eyed Judy" (Kirwan, Fleetwood, McVie) - 3:17
6. "Buddy's Song" (Ella Holley) - 2:08
7. "Earl Gray" (Kirwan) - 4:01
8. "One Together" (Spencer) - 3:23
9. "Tell Me All the Things You Do" (Kirwan) - 4:10
10. "Mission Bell" (Jesse D. Hodges, William Michael) - 2:32

## Personal
Fleetwood Mac
- Jeremy Spencer - voce, chitară, pian
- Danny Kirwan - voce, chitară
- John McVie - chitară bas
- Mick Fleetwood - tobe, percuție

Personal suplimentar
- Christine McVie - voce de fundal, claviaturi (necreditată)

Producție
- Fleetwood Mac - producător
- Martin Birch - inginer de sunet
- Christine McVie - ilustrație copertă